# 한밤의 황당한 저주
《한밤의 황당한 저주》(The Night Watchmen)는 미국에서 제작된 미셀 알티에리 감독의 2017년 공포 영화이다. 켄 아놀드 등이 주연으로 출연하였고 제프리 앨라드 등이 제작에 참여하였다.

## 출연

### 주연
- 켄 아놀드
- 댄 드루카
- 카라 루이즈
- 케빈 지게츠
- 맥스 그레이 윌버

### 조연
- 제임스 레마
- 맷 세비토
- 티파니 셔피스
- 게리 피블스
- 디오나 리즈노버

## 기타
- 미술: 체스터 미릭 스테이시
- 세트: 체스터 미릭 스테이시
- 의상: 다운 샤프
- 배역: 로버트 닐 마샬
- 배역: 폴 루디